# 10456 Anechka
10456 Anechka (1978 PS2) là một tiểu hành tinh vành đai chính được phát hiện ngày 8 tháng 8 năm 1978 bởi N. S. Chernykh ở Đài vật lý thiên văn Crimean.